# Шаллюло, Патрис Тристан
Тристан Патрис Шаллюло (фр. Tristan-Patrice Challulau; род. 13 ноября 1959, Экс-ан-Прованс) — французский пианист и композитор.
Изучал композицию под руководством Луи Саге, Пьера Вийе и Франко Донатони, учился также игре на клавесине (у Брижит Одебур) и фортепиано.
Автор «Реквиема», концертов для фортепиано, скрипки, виолончели с оркестром, хоровой и камерной музыки. Лауреат ряда международных премий, из которых самая престижная — первый приз Конкурса имени королевы Елизаветы (1991, за Четвёртый концерт для фортепиано с оркестром).